# 라파 국경검문소
라파 국경검문소(아랍어: معبر رفح, Ma`bar Rafaḥ) 또는 라파 통로는 이집트와 가자 지구 사이의 유일한 출입국검문소이다. 이곳은 1979년 이집트–이스라엘 평화 조약으로 획정된 가자-이집트 국경에 있다.

## 검문소

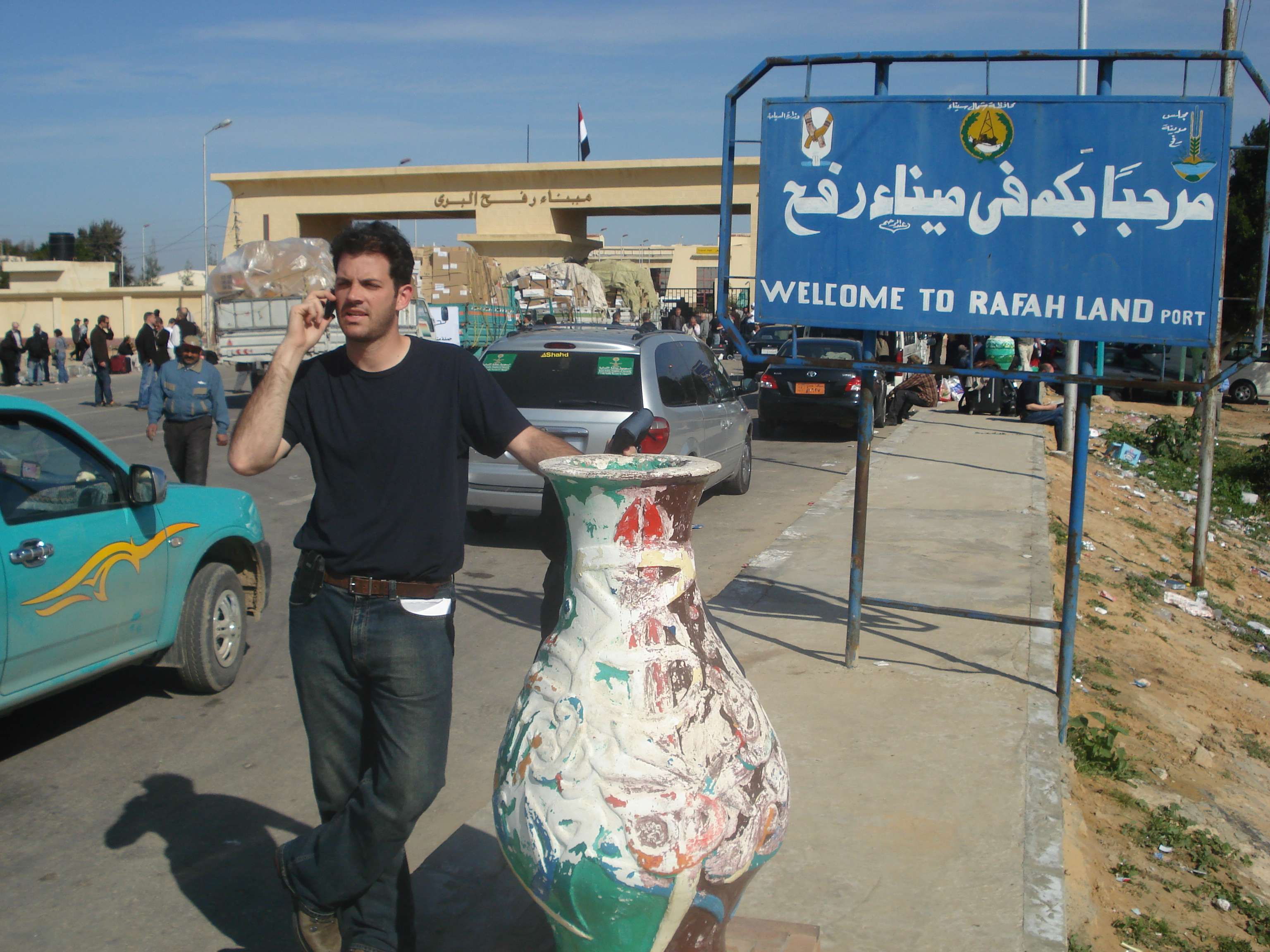
이집트 쪽에서 본 라파 국경검문소, 2009년

라파 국경검문소는 이집트와 가자 지구 사이의 주된 통행로이다. 이스라엘 공항공사에서 관리하였으나, 2005년 9월 11일에 이스라엘 정부가 발표한 가자 지구의 이스라엘 정착촌 철수 계획에 따라 함께 철수하였다. 이후 유럽연합 라파 국경지원단(EUBAM)이 통행로를 감시하는 임무를 맡았다. 본래 라파 국경검문소는 에레즈에서 가자를 거쳐 라파를 잇는 살라 알딘 도로에 있었기에 "살라 알딘 검문소"라고도 불렸다. 2009년 10월에 이스라엘은 지하 땅굴 파괴를 이유로 라파 검문소를 폭격하였다.
아랍어로 "알 아우다 (귀환)"로 명명된 새 "라파 국경검문소"가 라파 남부에 재건 되었다.

## 역사

가자 지구의 국경검문소 위치

1906년 10월 1일에 체결된 오스만-영국 협정에 따라 오스만이 통치하는 팔레스타인과 영국이 통치하는 이집트 사이의 국경이 타바에서 라파까지로 합의되었다. 1948년부터 가자 지구는 이집트가 점령하였고, 가자-이집트 국경은 소멸하였다. 1967년에 벌어진 제3차 중동 전쟁에서 이스라엘은 이집트의 시나이반도와 가자 지구를 정복하였다.
1979년에 이집트–이스라엘 평화 조약으로 폭 100m의 완충 지대가 필라델피 경로라는 이름으로 설정되었다. 평화조약으로 새로 획정된 가자-이집트 국경은 라파를 가로질러 그어졌다. 1982년에 이스라엘이 시나이 반도에서 철수했을 때 라파는 철조망으로 나뉘어 가족들이 이집트인과 팔레스타인인으로 분리되었다.

### 이스라엘의 철수

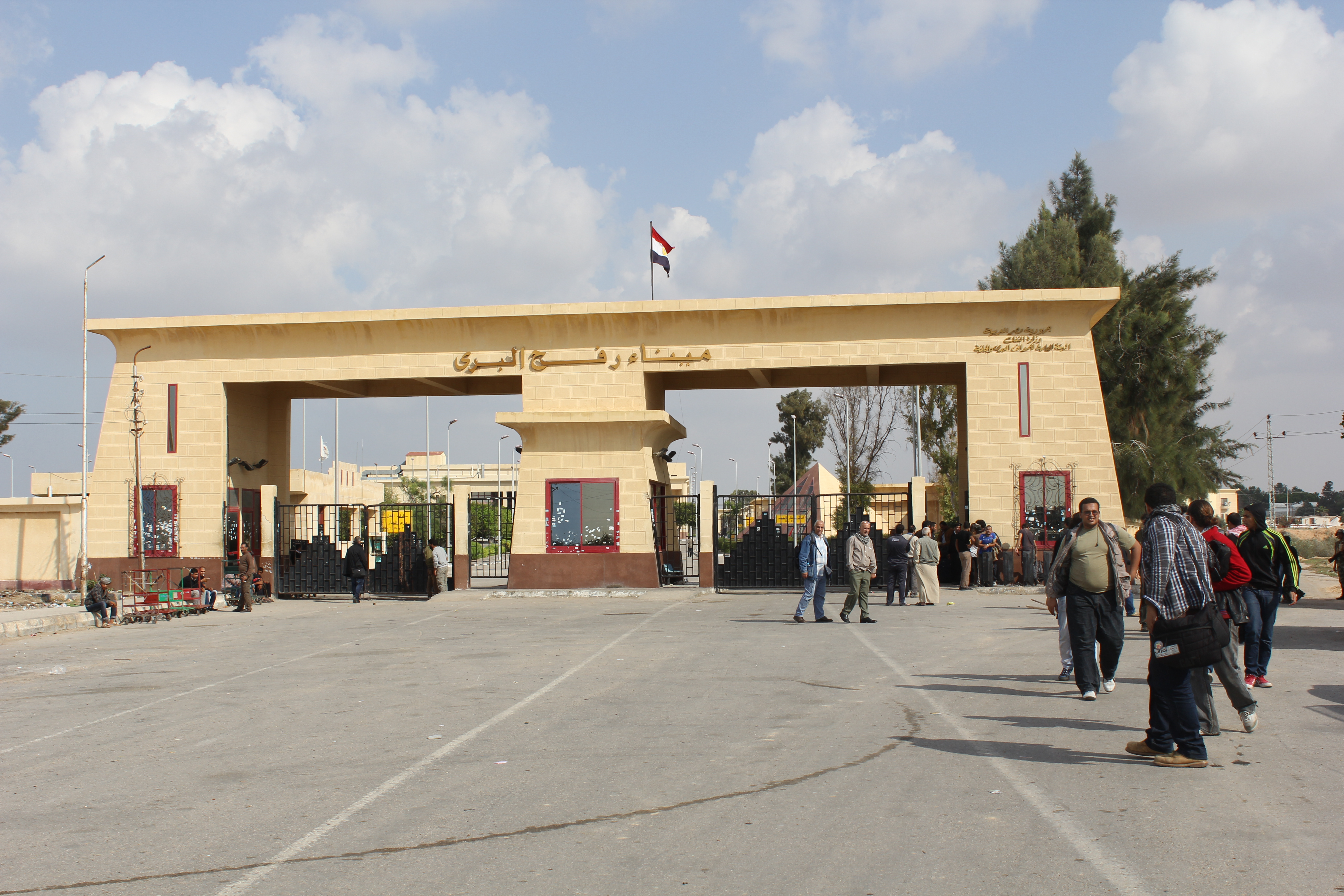
라파 국경 검문소, 2012년

2005년 2월 16일, 이스라엘 의회는 이스라엘의 정착촌의 가자지구 철수를 승인했다. 이스라엘은 2005년 9월 가자지구에서 철수했다. 가자-이집트 국경의 통제권이 서쪽은 이집트에게, 동쪽은 파타가 지배하는 팔레스타인 자치 정부에 인계되었다.
2005년 9월 7일, 이스라엘은 가자에서 철수하고 라파 국경검문소를 폐쇄하였다. 1979년 평화 조약에 기초한 2004년의 필라델피 협정에 따라 국경 통제권을 이집트에 이양하였으나, 팔레스타인 자치 정부에 대한 무기 공급은 이스라엘의 동의를 받아야 하였다. 이 협정에는 이집트 국경 수비대 750명이 국경을 따라 배치된다는 내용이 명시되어 있으며, 이집트와 이스라엘은 테러, 무기 밀수 및 기타 불법 국경 간 활동을 근절하기 위해 협력하기로 약속하였다.

### 이동 및 접근에 관한 합의
2005년 11월 15일에 체결된 이스라엘-팔레스타인 간의 이동 및 접근에 관한 협정 (AMA) 중 일부인 라파 국경검문소에 대한 합의에 따라 유럽 라파 국경지원단(EUBAM)이 모니터링 책임을 맡았다. 협정에 따라 이스라엘은 모든 입국자에 대한 이의제기 권한을 보장받았다.
협정에는 "라파에서 이집트로 상품수출 허용"이 규정되었으나, 팔레스타인 자치 정부(PLO)의 기밀 문서에 따르면 이집트의 호스니 무바라크 정권은 상품수입을 거부하였다. 이스라엘이 파리 의정서 이행에 대한 우려로 가자지구를 관세 동맹에서 제외하겠다고 위협했기 때문에 팔레스타인인들은 모든 물품 수입이 케렘 샬롬 국경검문소로 향하는 데 동의하였다. 반면 팔레스타인은 라파에 대한 이스라엘의 간섭을 제한하고 주권을 극대화하기를 원했기 때문에 이에 동의하였다. 케렘을 통한 수입은 일시적인 조치로 의도되었지만, 실제로 라파를 통한 물품수입은 실현되지 않았으며 팔레스타인은 밀수터널경제를 개발할 수밖에 없었다. 이스라엘은 이집트에 접한 케렘 샬롬 국경검문소 통과를 통해 가자와 이스라엘 사이의 상업 통행이나 라파 국경검문소 통과 수요를 대체하고자지속적으로 노력해왔다. 팔레스타인은 이스라엘이 가자-이집트 국경을 장악하거나 심지어 라파 국경검문소를 대체할 것을 우려해 반대했다.
2005년 11월 26일, 유럽 연합의 감독 하에 처음으로 국경검문소가 열렸으며, 이스라엘군은 근처 기지에서 비디오 감시를 유지하고 가자 지구 안팎의 모든 상품과 무역의 이동을 통제하였다.
2018년부터 물품이 정기적으로 이집트에서 라파 국경검문소을 통해 가자지구로 들어왔다. 2022년 10월 가자 지구에 유입되는 상품의 약 49%가 라파를 통해 이집트에서 유입되었고, 나머지 51%는 이스라엘을 통해 가자 지구에 유입되었다. 라파를 통해 수입된 물품의 약 4분의 3은 건축자재로 구성되어 있었고, 나머지 1/4의 대부분은 식품이었다.

## 같이 보기
- 가자-이스라엘 장벽